# Marcial Sánchez-Barcáiztegui
Marcial Sánchez-Barcáiztegui Aznar (Ferrol, 8 de octubre de 1919-Palma de Mallorca, 2 de julio de 2012), fue un Contraalmirante y regatista español.
Nieto de Victoriano Sánchez Barcáiztegui, Ingresó en la Armada Española a la edad de 17 años como marinero voluntario y se convirtió en un destacado deportista de vela en las clases Dragón, Star, Finn, y Snipe, clase en la que fue campeón de España en 1967. Pero fue como Delegado de Vela, al frente de la Comisión Naval de Regatas de la Armada, donde jugó un papel esencial durante más de cincuenta años. La saga de los "Sirius" (desde los 3/4 de tonelada hasta el IMS 50 pies), la de los "Aifos" (desde el 3/4 de tonelada hasta el TP52) o el Maxi IOR "Hispania" navegaron bajo la grímpola de la Comisión bajo su impulso, y también fue clave la participación de la Comisión Naval de Regatas de la Armada para hacer realidad el primer desafío Copa América español en 1992.